# Crocus pallasii
Crocus pallasii är en irisväxtart som beskrevs av Carl Karl Ludwig Goldbach. Crocus pallasii ingår i krokussläktet som ingår i familjen irisväxter.
Artens utbredningsområde anges som från norra Balkanhalvön till Israel och västra Iran.

## Underarter
Arten delas in i följande underarter:
- C. p. dispathaceus
- C. p. haussknechtii
- C. p. pallasii
- C. p. turcinus

## Bildgalleri

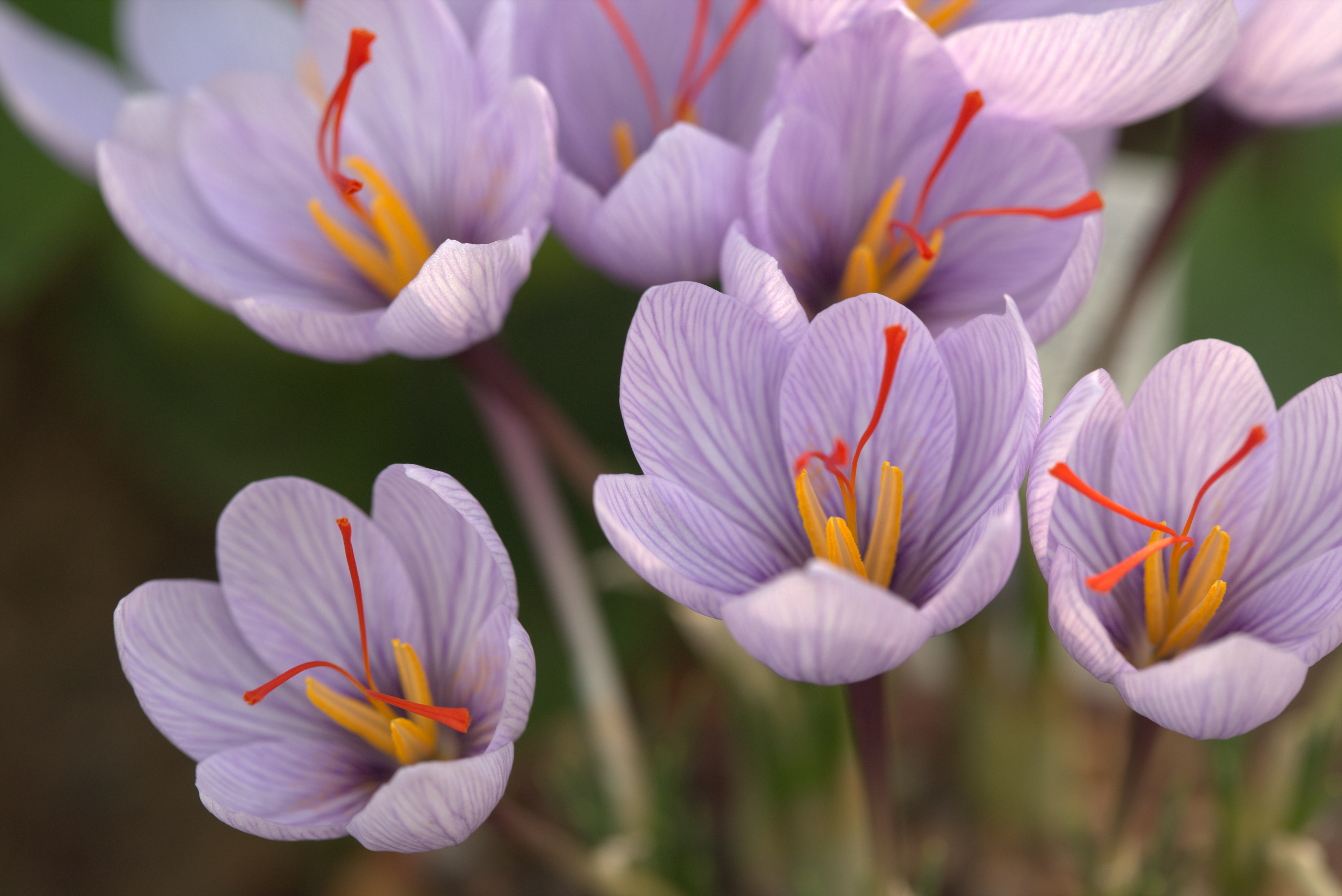
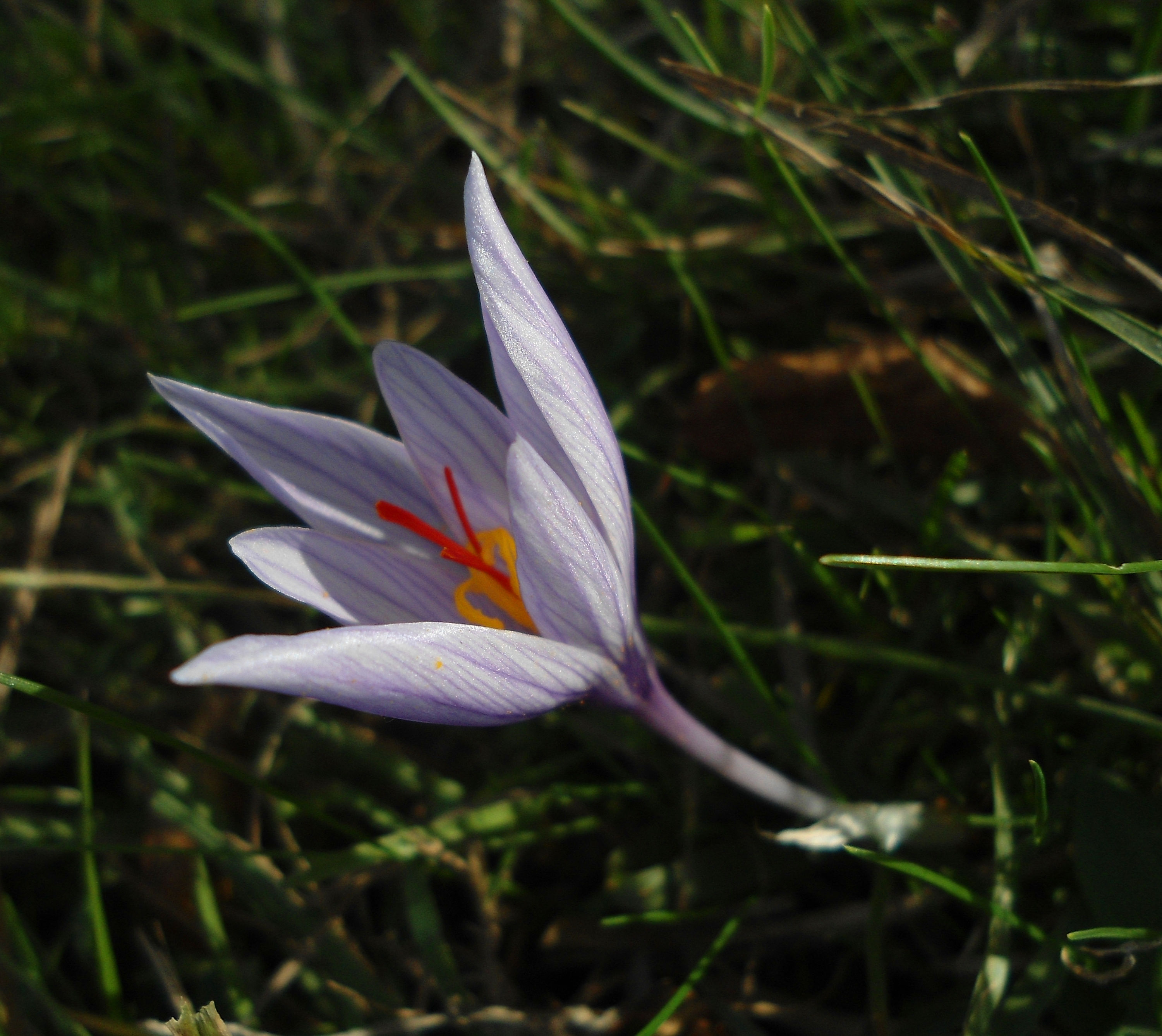
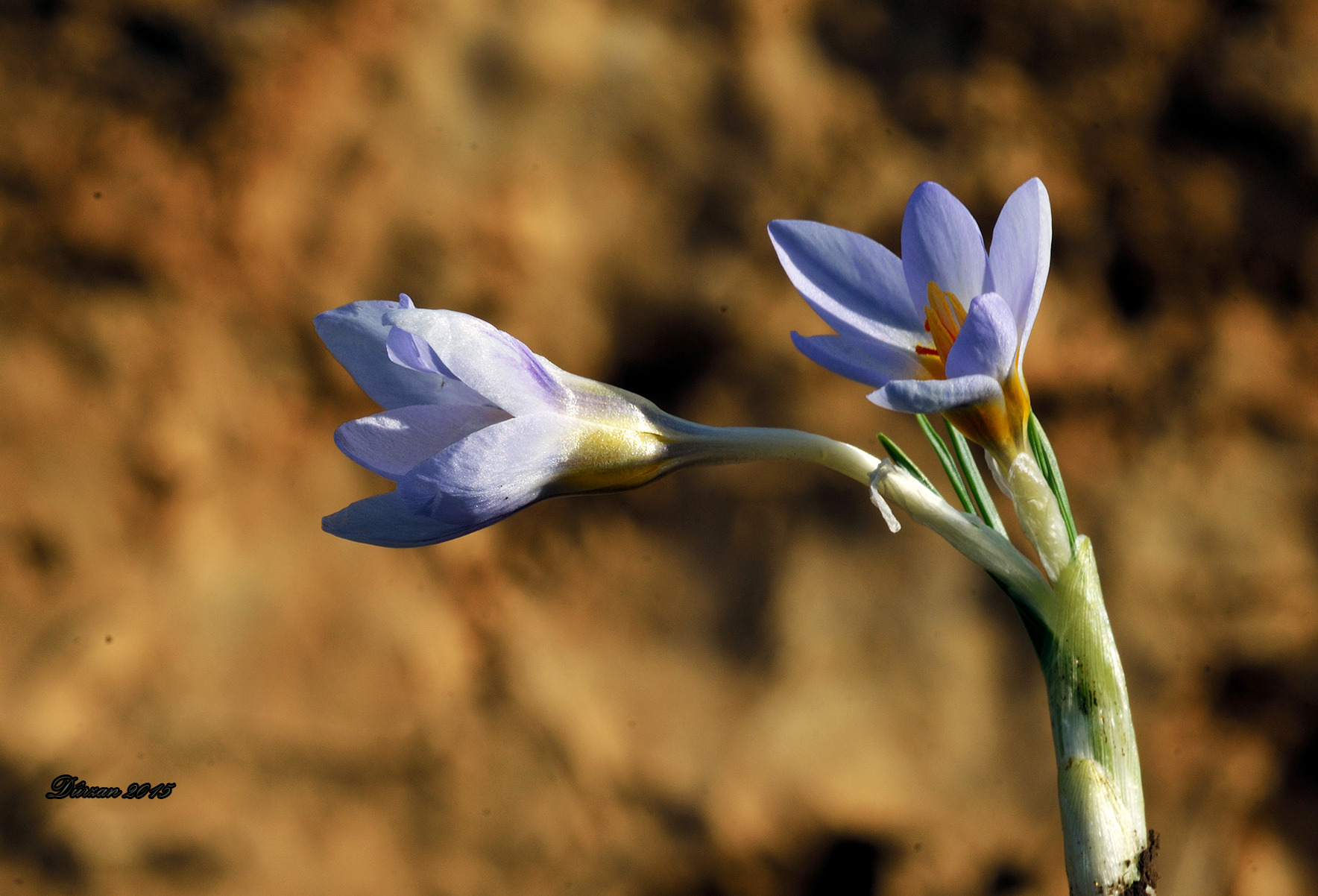